# Spirorbis pseudomilitaris
Spirorbis pseudomilitaris är en ringmaskart som beskrevs av Thiriot-Quievreux 1965. Spirorbis pseudomilitaris ingår i släktet Spirorbis och familjen Serpulidae. Inga underarter finns listade i Catalogue of Life.